# Put Your Head on My Shoulder
Put Your Head on My Shoulder est une chanson doo-wop écrite par Paul Anka et parue en 1959. Elle a notamment été reprise par Leif Garrett en 1978 (la 58e place au Billboard Hot 100), Michael Bublé à la fin des années 2000.